# 天主教瓊貝教區
天主教瓊貝教區（拉丁語：Dioecesis Tshumbeensis）是剛果民主共和國一個羅馬天主教教區，屬卡南加總教區。
教區的前身是一個宗座監牧區，成立於1936年5月25日，1947年3月14日升為教區。1959年11月10日升為總教區。
教區包括該國中南部東開賽省東部三區。2010年有教友382,000人（佔轄區總人口49.0%）、二十個堂區、七十三名司鐸。現任教區主教為尼各老·喬莫·洛拉。